# Grumman F-11 Tiger
F-11 Tiger (у попередній системі позначень F11F Tiger; укр. «Та́йґер») — надзвуковий одномісний палубний винищувач ВМС США, який використовувався у 1950-х і 1960-х роках.
F11F/F-11 використовувався пілотажною групою Blue Angels в 1957–1969 роках.  Grumman Aircraft Corporation загалом виготовила 200 літаків Tigers, останній літак був переданий ВМС США 23 січня 1959 року.

## Створення та дизайн

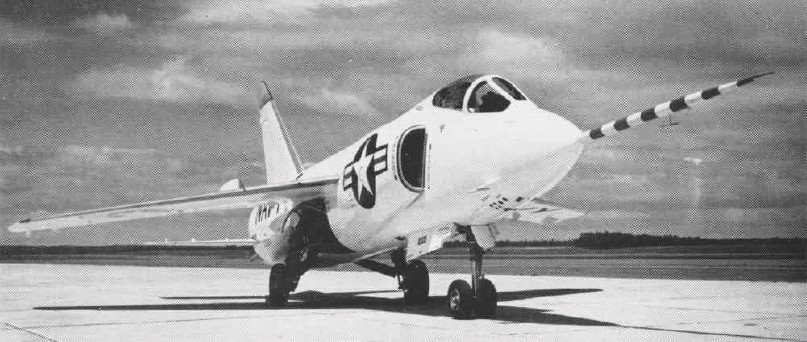
XF9F-9 прототип

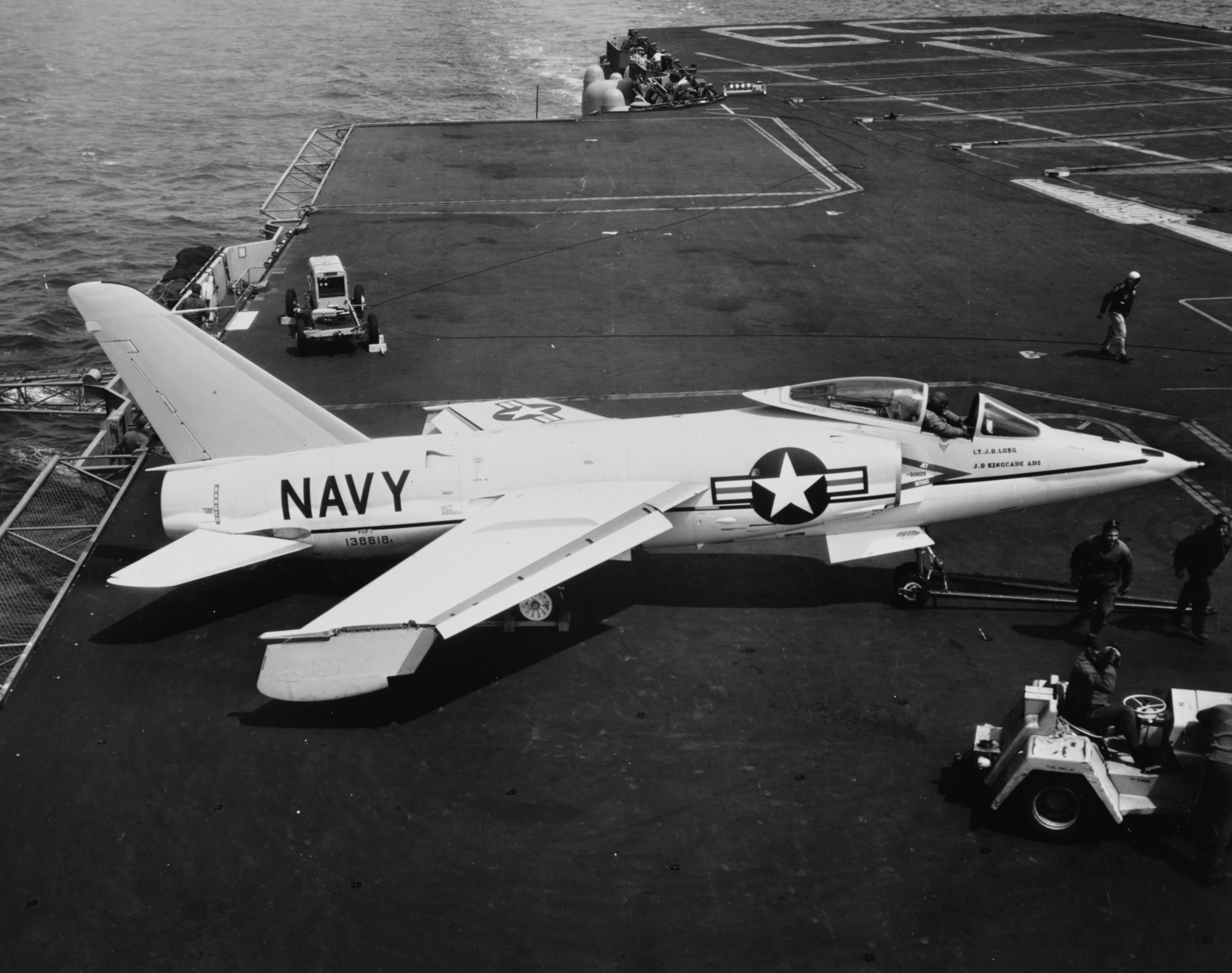
F11F-1 Tiger на кораблі USS Forrestal (CVA-59) у квітні 1956 року, зі складеними донизу кінчиками крил

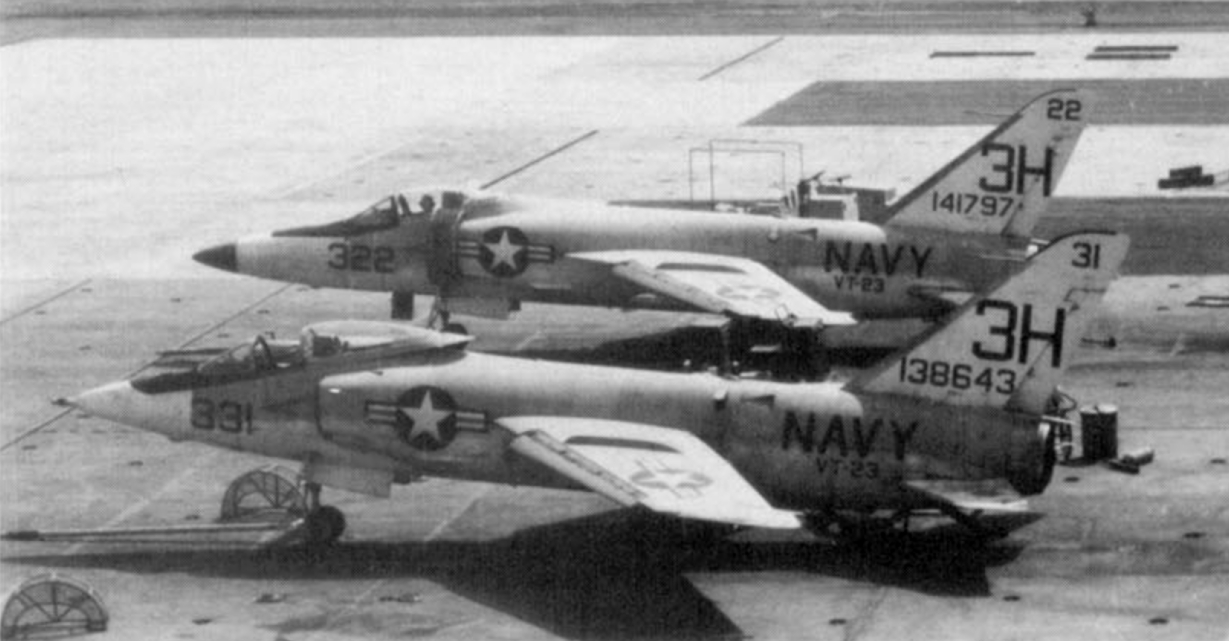
Ранній серійний «короткий ніс» F11F і більш пізній «довгий ніс» від VT-23

В 1952 році Grumman почала роботи по модернізації  F9F-6/7 Cougar використовуючи правила площі та інших технічних досягнень, фактично їм вдалося створити зовсім інший літак який був лише зовні схожий на F9F-6/7, цей проект отримав назву G-98.
Потенціал конструкції для надзвукових характеристик і зниження трансзвукового опору викликали інтерес у ВМС США.  До 1953 року зміни дизайну привели до створення абсолютно нового літака.  Нове крило мало передні планки на весь розмах і закрилки задньої кромки з керуванням креном, досягнутим за допомогою спойлерів, а не традиційних на інших літаках елеронів.  Для зберігання на авіаносцях крила F-11 Tiger вручну складалися донизу.  Передбачаючи надзвукову швидкість польоту, хвостове оперення було рухомим.  Літак був розроблений для турбореактивного двигуна Wright J65, ліцензованої версії Armstrong Siddeley Sapphire.
Бюро аеронавтики ВМС США було достатньо вражене, тому замовило два прототипи XF9F-8, хоча новий винищувач явно мав нову конструкції.  Щоб додати плутанину, прототипи потім перейменували на XF9F-9 з позначенням XF9F-8 на іншу більш просту похідну Cougar.  Оскільки версія J65 з форсажем не була готова, перший прототип піднявся в політ 30 липня 1954 року з двигуном без форсажної камери.  Незважаючи на це, у своєму першому польоті літак майже досяг швидкості в 1 Мах.  Другий прототип, оснащений двигуном з форсажною камерою став другим надзвуковим літаком ВМС США, першим був Douglas F4D Skyray.  У квітні 1955 року літак отримав нове позначення F11F-1 (F-11A після прийняття уніфікованої системи імен Tri-Service в 1962 році).  Випробування на авіаносцях розпочалися 4 квітня 1956 року, коли F11F-1 Tiger приземлився і стартував з авіаносного корабля «Форрестал».
На додаток до винищувача F-11A (F11F-1), Грумман також запропонував більш вдосконалену версію планера, відому як F11F-1F Super Tiger.  Це був результат дослідження 1955 року щодо встановлення нового двигуна General Electric J79 у планер F11F-1.

## Технічні характеристики
Загальні характеристики:
- Екіпаж: 1

- Довжина:13,983 м

- Розмах крил: 9,639 м

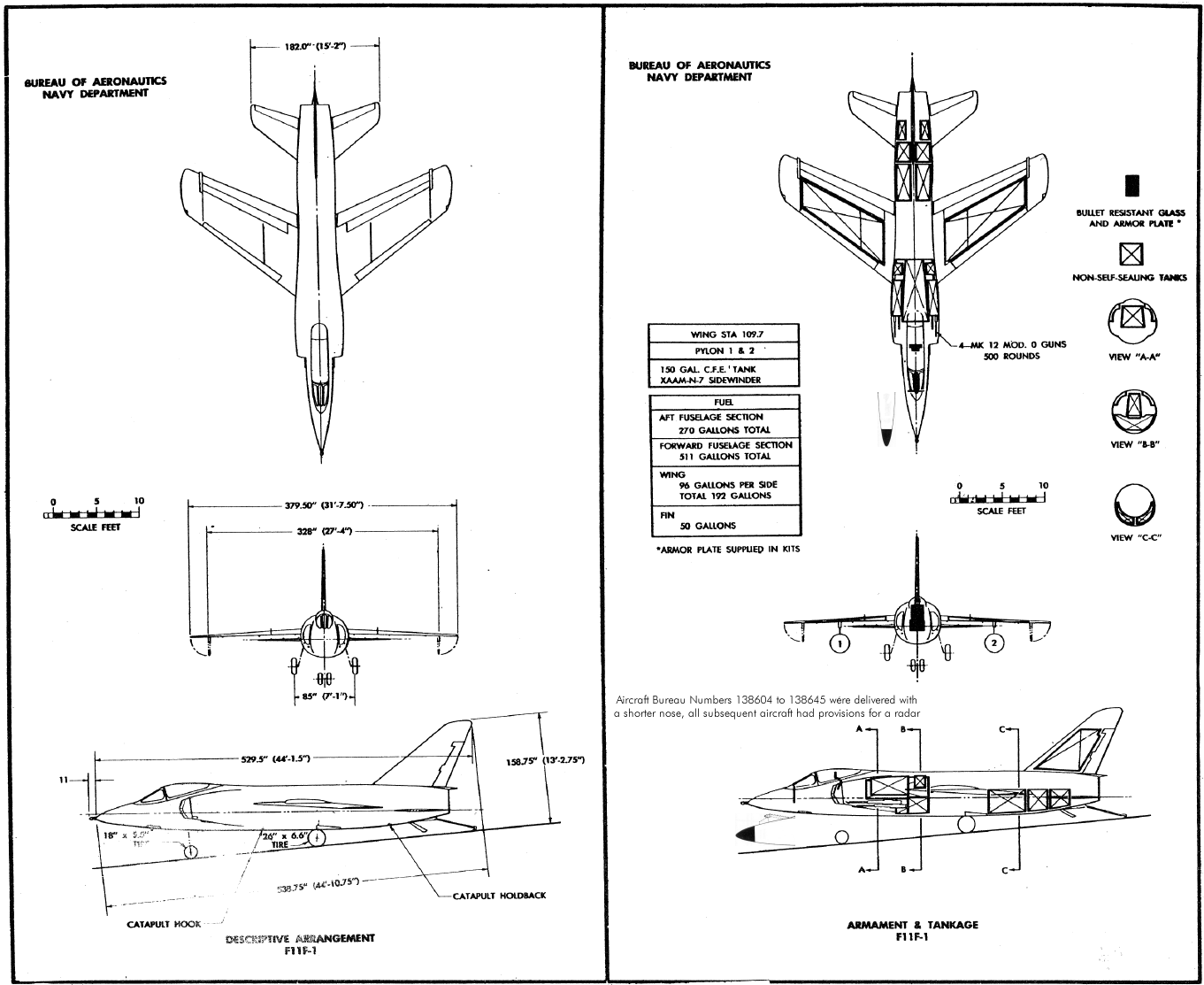
Grumman F11F-1 Tiger креслення

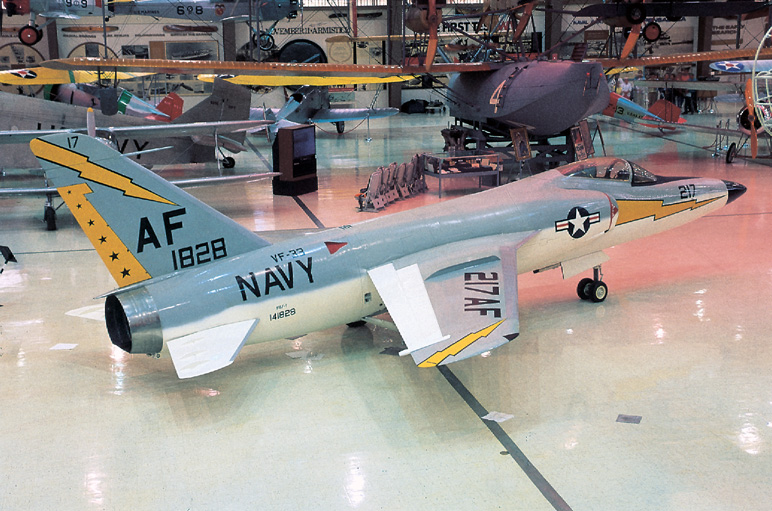
F11F-1 в Національному музеї авіації у Флориді.

- Ширина: 8,33 м зі складеними кінцями крил.

- Висота:4,0 м

- Площа крила: 23 м²

- Маса порожнього: 6264 кг

- Маса спорядженого: 9 541 кг

- Максимальна злітна маса: 23 10 641 кг

Силова установка:
- 1 × Турбореактивний двигун Wright J65-W-18,
- Тяга: 33,1 кН при 8 300 об/хв,  з форсажною камерою: 47 кН

Льотні характеристики:
- Максимальна швидкість: 1169 км/год, M-1.1 на висоті 10 668 м, 1211 км/год на рівні моря.

- Крейсерська швидкість: 928 км/год

- Бойовий радіус: 2060 км

- Практична стеля: 15 000 м

- Швидкість підйому: 83 м/с

- Навантаження на крило:  410 кг/м²

- Тягооснащеність: 0,5

Озброєння:
- Гармата: 4 × 20 мм, гармата Colt Mk 12, 125 снарядів

- Точки підвіски: 4. Можливість перенесення боєприпасів:

Ракети:
- Aero 6A або Aero 7A "Rocket Package"

- AIM-9 Sidewinder

Інше:
- Підвісний паливний бак:570 л.

## Застосування

F11F-1 of VF-21 сідає на палубу USS Ranger в 1957 році.

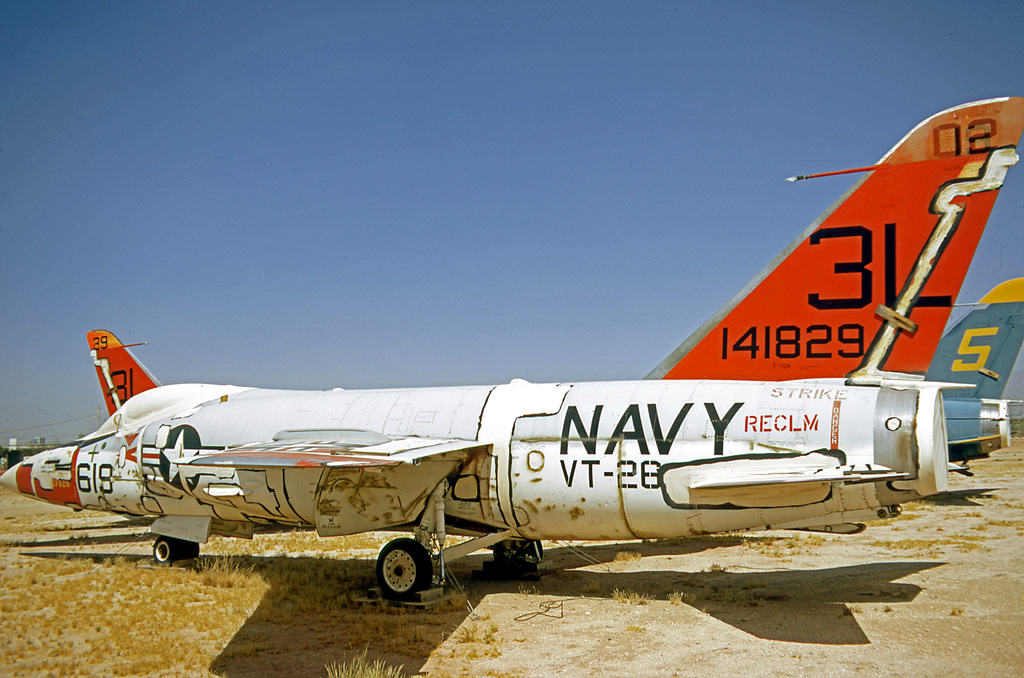
F-11A Tiger вдосконалений тренувальний літак, ескадрильї VT-26 у характерній колірній гамі, що використовується в цій модифікації.

Сім ескадрилій ВМС США виконували польоти на F11F-1: VF-21 і  VF-33 в складі Атлантичному флоту та VA-156 (перейменований VF-111 у січні 1959 року), VF-24 (перейменований у VF-211 у березні 1959 року), VF-  51, VF-121 і VF-191 на Тихоокеанському флоті.
"Тигр" був на озброєнні авіаносців Intrepid, Lexington, Hancock, Bon Homme Richard, Shangri-La, Forrestal, Saratoga і Ranger.  Служба F-11F тривала лише чотири роки, оскільки його характеристики недотягували до характеристик Vought F-8 Crusader, а двигун J65 виявився досить ненадійним.  Крім того, дальність Tiger була недостатньою.Таким чином, ВМС скасували всі замовлення на розвідувальну версію F11F-1P, і було побудовано лише 199 винищувачів F11F-1 (F-11A).
У 1961 році літак був виведений з експлуатації авіаносців. Однак він продовжував служити у Військово-морському авіаційному командуванні, в південному Техасі на NAS Chase Field і NAS Kingsville до кінця 1960-х років. Курсанти пройшовши поглиблену льотну підготовку на TF-9J Cougar і після завершення цієї підготовки отримували малий досвід польоту на надзвукових швидкостях з F-11, перш ніж перейти на більш серйозні винищувачі флоту.
Хоча кар'єра винищувача F-11 була короткою, "Блакитні янголи" літали на цих літаках з 1957 по 1968 рік, коли Tiger був замінений на McDonnell Douglas F-4 Phantom II.
До заміни коду 1962 року винищувач був відомий як F11F, після 1962 року його перейменували на F-11.
У 1973 році два колишніх Blue Angels F-11A були взяті зі зберігання на авіабазі Девіс-Монтан і модифіковані Grumman як випробувальний стенд для оцінки систем управління тягою в польоті.  BuNo 141853 був оснащений реверсом тяги Rohr Industries, а BuNo 141824 зберігався в стандартній конфігурації як літак для льотних випробувань.  Випробування зміни тяги в польоті проводилися Грумманом у Калвертоні, починаючи з березня 1974 року і тривали в NATC Patuxent River, штат Меріленд, до 1975 року. Після завершення цих випробувань обидва літаки були повернуті на зберігання на авіабазу Девіс Монтан. Це були останні тигри, які літали.

## Модифікації
- YF9F-9 Перший прототип.

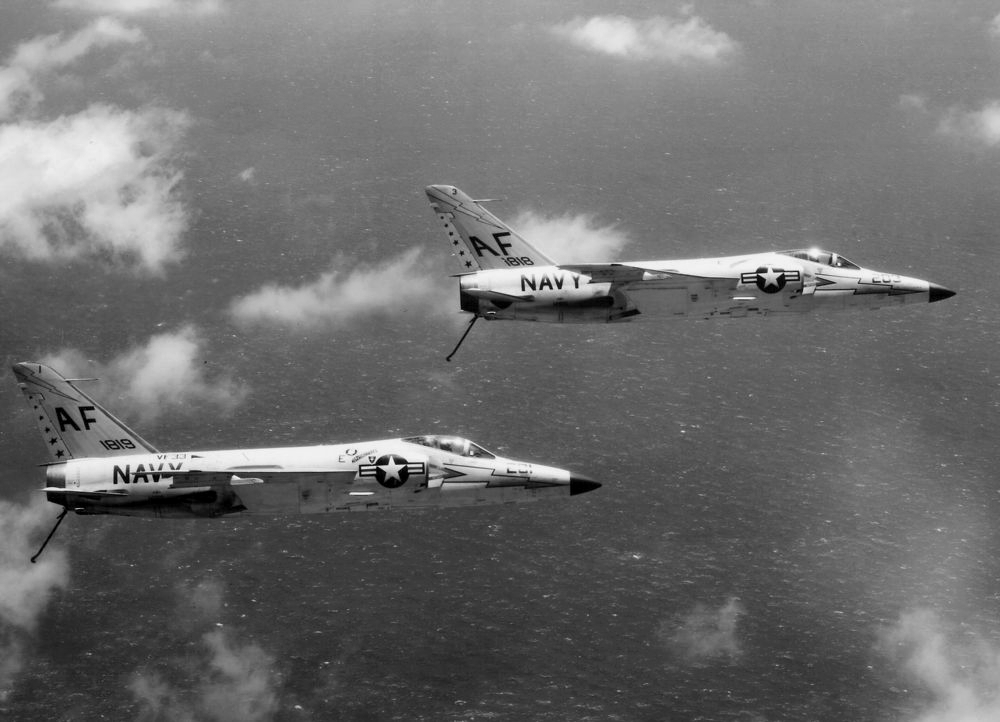
VF-33 Tigers взлетіли з авіаносця USS Intrepid в 1959 році.

- F11F-1 - Версія одномісного винищувача для ВМС США, перейменована на F-11A у 1962 році. 199 побудованих і пізніше серійні літаки мали довший нос.  Один був використаний для статичних випробувань, при цьому було скасовано подальше виробництво 231 літаків.

- F11F-1P - Розвідувальна версія призначена для фоторозвідки ВМС, було замовлено 85 одиниць, але побудовані не були.
- F11F-1F Super Tiger (G-98J)F11F-1 оснащений J79-1.  Двигун GE-3A, було побудовано два екземпляри.
- F11F-1T Пропонований варіант тренувального літака з тандемни сидінням,  непобудований.

## Оператори

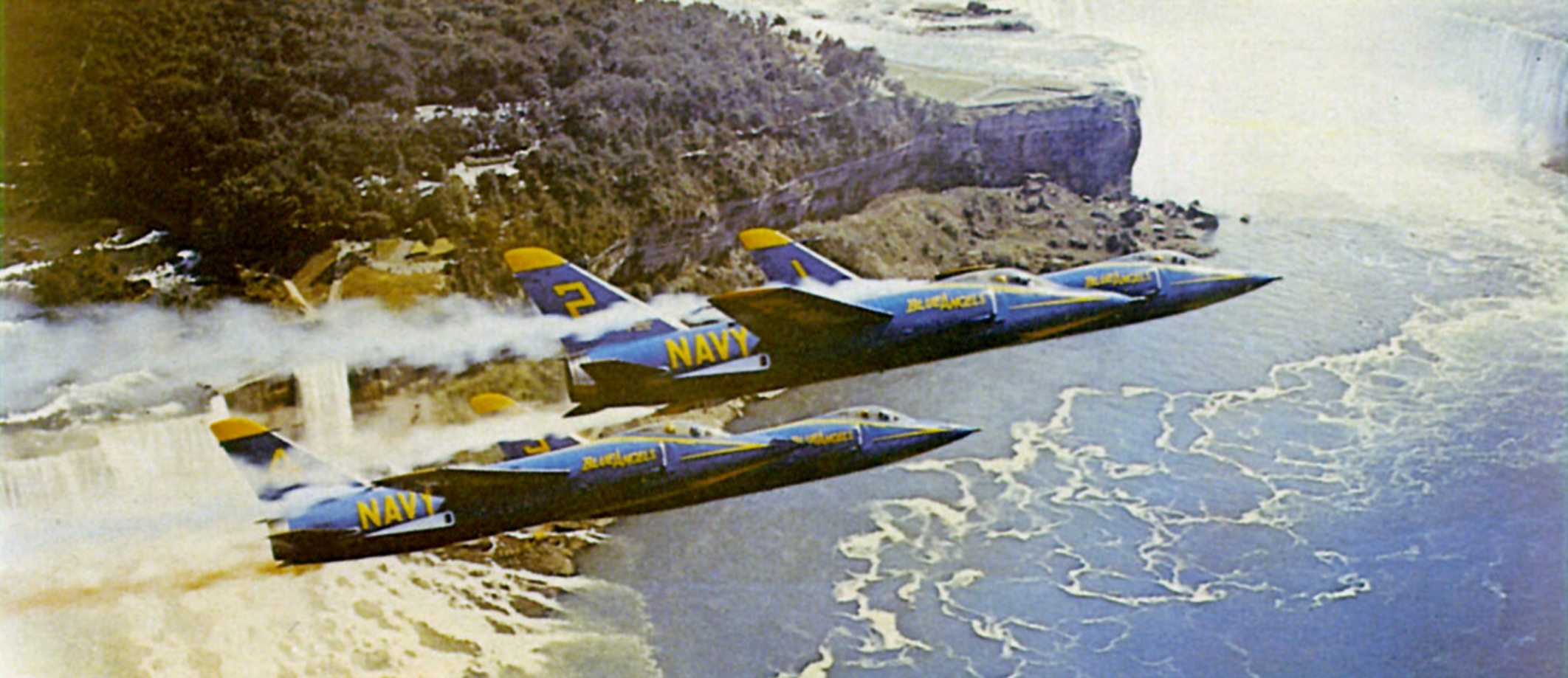
Blue Angels використовували F-11F з 1957 до 1969 року.

США
- ВМС США
  - VF-21, Атлантичний Флот
  - VF-24, Тихоокеанічний флот
  - VF-33, Атлантичний флот
  - VF-51, Тихоокеанічний флот
  - VF-121, Тихоокеанічний флот
  - VA-156, Тихоокеанічний флот
  - VF-191, Тихоокеанічний флот
  - ATU-203 (переозначений VT-23)
  - ATU-223 (переозначений VT-26)
  - Blue Angels (1957–1969)